# Gustav Kastner-Kirdorf
Gustav Kastner-Kirdorf (* 2. Februar 1881 in Trumpfsee-Warnitz; † 4. Mai 1945 in Berchtesgaden) war ein deutscher Offizier, zuletzt General der Flieger der Luftwaffe im Zweiten Weltkrieg. Den Doppelnamen Kastner-Kirdorf trug er seit seiner Heirat mit Adele Kirdorf, der Tochter des einflussreichen Montanindustriellen Adolph Kirdorf.

## Leben
Beförderungen
- 19. Februar 1904 Fahnenjunker-Gefreiter
- 30. Mai 1904 Fahnenjunker-Unteroffizier
- 15. September 1904 Fähnrich
- 15. November 1904 Leutnant
- 19. November 1911 Oberleutnant
- 28. November 1914 Hauptmann
- 20. Oktober 1919 Charakter als Major
- 1. April 1934 Oberstleutnant
- 1. Oktober 1935 Oberst
- 1. Juni 1938 Generalmajor
- 1. Januar 1940 Generalleutnant
- 1. Juli 1941 General der Flieger

### Frühe Jahre
1899 wurde er Mitglied der Burschenschaft Hevellia Berlin. Kirdorf trat am 5. Februar 1904 als Fahnenjunker in das Infanterie-Regiment „von Lützow“ (1. Rheinisches) Nr. 25 ein. Dort war er bis zum 21. März 1914 zunächst als Kompanieoffizier, später Adjutant des I. Bataillons und zuletzt Regimentsadjutant. Anschließend war er vom 22. März bis 3. August 1914 Kompanieoffizier im Infanterie-Regiment „Graf Barfuß“ (4. Westfälisches) Nr. 17. Hier absolvierte er im Juli 1914 eine Flugzeugführerausbildung.

### Erster Weltkrieg
Mit Ausbruch des Ersten Weltkriegs fungierte Kirdorf vom 4. August bis 10. September 1914 als Generalstabsoffizier und Führer des Flieger-Detachements des stellvertretenden XIV. Armee-Korps. Anschließend war er vom 11. September bis 19. November 1914 Flugzeugführer und Beobachter bei der Feldflieger-Abteilung 39. Im Anschluss erfolgte am 20. November 1914 Kirdorfs Abkommandierung zur „Brieftauben-Abteilung O“, zu dessen Führer er am 10. Februar 1915 aufstieg. Diese Position hielt er bis zum 13. April 1915 inne und war dann bis 2. August 1915 Führer der Feldflieger-Abteilung 62. An diesem Tag stieg Kirdorf zum Kommandeur des Kampfgeschwaders 2 auf. Am 2. August 1916 gab er dieses Kommando ab und wechselte zum Folgetag in den Stab des Kommandeurs der Flieger der 1. Armee über. Bereits am 17. Dezember 1916 stieg er zum Abteilungschef beim Stab des Kommandierenden Generals der Fliegertruppe (Kogenluft) auf. Diese Position hielt Kirdorf über das Kriegsende hinaus bis zum 15. Januar 1919 inne. Nach einem kurzen Urlaub wurde er am 23. Januar 1919 Fliegerhorst-Kommandant von Neuruppin und schied am 8. Juni 1919 aus dem Militärdienst aus.

### Reichswehr
Am 1. August 1927 wurde Kirdorf bei der Reichswehr als Zivilbeschäftigter angestellt und absolvierte in dieser Eigenschaft bis Ende September 1930 eine geheime Fliegerausbildung in der Sowjetunion. Nach seiner Rückkehr nach Deutschland, wurde er am 1. Oktober 1930 zum Leiter der Reklameabteilung des Deutschen Luftsportverbandes ernannt, dessen Funktion er bis Ende März 1934 innehielt.

### Luftwaffe und Zweiter Weltkrieg
Am 1. April 1934 wurde Kirdorf als L-Offizier im Range eines Oberstleutnants für die im Aufbau befindliche Luftwaffe angestellt und war bis Ende Juni 1938 als Leiter der Flugbereitschaft im Reichsluftfahrtministerium (RLM) tätig. Seine militärische Reaktivierung erfolgte in diesem Zuge am 1. Oktober 1937. Ferner fungierte Kirdorf während dieser Zeit vom 1. Juli 1934 an bis Ende Juni 1938 als Fliegerhorst-Kommandant von Berlin-Staaken. Vom 1. Juli bis 1. Oktober 1938 war er Kommandeur der Fliegerschulen sowie der Fliegerersatz-Abteilungen 2, später 3, bevor er am 2. Oktober 1938 zum Höheren Flieger-Ausbildungs-Kommandeur III ernannt wurde. Diese Position hielt Kirdorf bis Ende 1938 inne und kehrte im Januar 1939 in das RLM nach Berlin zurück. Dort übernahm er dann zum 1. Februar 1939 den Posten des Chefs des Luftwaffen-Personalamtes, den er bis zum 23. März 1943 innehatte. Im Anschluss hieran war er bis Mitte April 1943 Offizier zur besonderen Verwendung. Am 15. April 1943 wurde er sodann zum Chef des Amtes für Vollstreckungs- und Gnadensache der Luftwaffe ernannt. Diese Funktion hielt er bis Kriegsende inne. Am 4. Mai 1945 wählte Kirdorf den Freitod.

## Auszeichnungen
- Eisernes Kreuz (1914) II. und I. Klasse
- Preußisches Militär-Flugzeugführer-Abzeichen
- Ehrenkreuz des Weltkrieges mit Schwertern
- Wehrmacht-Dienstauszeichnung IV bis II. Klasse
- Kriegsverdienstkreuz (1939) II. und I. Klasse mit Schwertern
- Flugzeugführer- und Beobachterabzeichen
- Flieger-Tapferkeits-Orden II. Klasse am 23. Dezember 1941
- Deutsches Kreuz in Silber am 26. Juli 1943